# Dramatical Murder
Dramatical Murder (ドラマティカル マーダー, Doramatikaru Mādā), stylisé en DRAMAtical Murder, est un jeu vidéo de type visual novel yaoi créé par Nitro+chiral. Le jeu a premièrement été édité au Japon sur PC le 23 mars 2012, puis en édition simple le 27 avril 2012. Une suite, DRAMAtical Murder re:connect (ドラマティカル マーダー リコネクト, Doramatikaru Mādā Rikonekuto), est sortie sur PC en 26 avril 2013. Un remake, DRAMAtical Murder re:code (ドラマティカル マーダー リコード, Doramatikaru Mādā Rikōdo), est également sorti le 30 octobre 2014,. Une adaptation en anime produite le studio NAZ est diffusée entre juillet et septembre 2014.

## Synopsis
DRAMAtical Murder se déroule dans un avenir proche sur l'île fictive de Midorijima (碧島), au Japon. Le protagoniste du jeu, Aoba Seragaki, vit sur l'île et travaille dans un magasin nommé Junk Shop Mediocrity (平凡, Heibon), dans l'espoir de vivre une vie simple. Cependant, après avoir été traîné de force dans le jeu cyber-populaire Rhyme (ライム, Raimu) avec son monde virtuel et son utilisation d'Allmates (オールメイト, Oru Meito), des appareils mobiles qui apparaissent comme des animaux de compagnie, et des rumeurs sur les disparitions impliquant Ribstiez (リブスティーズ, Ribusutīzu), les guerres intestines entre les groupes, Aoba semble avoir terminé sa paisible vie.

## Personnages

### Personnages principaux
- Aoba Seragaki (瀬良垣蒼葉, Seragaki Aoba?) est le protagoniste de l'histoire. Il est doublé par Atsushi Kisaichi, et par Hiroko Miyamoto lorsqu'il est enfant.

- Ren (蓮?) est l'Allmate de Aoba, qui ressemble à un spitz japonais bleu foncé. Il est doublé par Ryōta Takeuchi.

- Koujaku (紅雀, Kōjaku?) est l'ami d'enfance de Aoba, et le chef d'un groupe nommé Benishigure. Il est doublé par Hiroki Takahashi, et par Eiji Miyashita lorsqu'il est enfant.

- Noiz (ノイズ, Noizu?), né Wilhelm (ウィルヘルム, Uiruherumu?)[5], est un chercheur d'informations pour Rhyme et le fondateur de l'équipe Ruff Rabbit. Il est doublé par Satoshi Hino.

- Mink (ミンク, Minku?) est le chef de « Scratch », un groupe formé par des prisonniers. Il est doublé par Kenichirō Matsuda.

- Clear (クリア, Kuria?) est un androïde créé par Tôe capable de contrôler les gens grâce au son de sa voix. Il est doublé par Masatomo Nakazawa.

### Personnages secondaires
- Tae est la grand-mère d'Aoba.

## Manga
Une adaptation en manga dessinée par Torao Asada a débuté dans le magazine B's-Log Comic d'août 2012. Le premier volume relié est publié par Enterbrain le 1er avril 2013 et deux tomes sont commercialisés au 31 mars 2014. La version française est publiée chez l'éditeur Taifu Comics depuis juin 2015.

## Anime

### Liste des épisodes
| No | Titre de l’épisode en français | Titre original de l’épisode | Date de 1re diffusion |
| -- | ------------------------------ | --------------------------- | --------------------- |
| 1  | Pas de traduction officielle   | Data_01_Login               | 6 juillet 2014        |
| 2  | Pas de traduction officielle   | Data_02_Crack               | 13 juillet 2014       |
| 3  | Pas de traduction officielle   | Data_03_Presage             | 20 juillet 2014       |
| 4  | Pas de traduction officielle   | Data_04_Disappearance       | 27 juillet 2014       |
| 5  | Pas de traduction officielle   | Data_05_Error               | 3 août 2014           |
| 6  | Pas de traduction officielle   | Data_06_Revelation          | 10 août 2014          |
| 7  | Pas de traduction officielle   | Data_07_Distance            | 17 août 2014          |
| 8  | Pas de traduction officielle   | Data_08_Reply               | 24 août 2014          |
| 9  | Pas de traduction officielle   | Data_09_Echt                | 31 août 2014          |
| 10 | Pas de traduction officielle   | Data_10_Faith               | 7 septembre 2014      |
| 11 | Pas de traduction officielle   | Data_11_Fixer               | 14 septembre 2014     |
| 12 | Pas de traduction officielle   | Data_12_Dawn                | 21 septembre 2014     |